# Petr Gawlas
Petr Gawlas (ur. 26 stycznia 1962 w Trzyńcu) – czeski nauczyciel, samorządowiec i polityk związany z Zaolziem, wieloletni radny różnych szczebli, od 2010 senator Republiki Czeskiej.

## Życiorys
Ukończył studia pedagogiczne na Uniwersytecie Palackiego w Ołomuńcu, po czym pracował jako nauczyciel w szkole średniej w Trzyńcu (1982–1992), następnie zaś jako inżynier. Obecnie jest pracownikiem spółki „Třinecký inženýring”.
W 2002 został po raz pierwszy radnym miasta Jabłonków, reelekcję na to stanowisko uzyskał w 2006. W tym samym roku przystąpił do Czeskiej Partii Socjaldemokratycznej. Od 2008 zasiada w sejmiku kraju śląsko-morawskiego oraz w radzie nadzorczej lotniska w Ostrawie. Obecnie jest wiceprzewodniczącym Powiatowego Komitetu Wykonawczego ČSSD we Frydku-Mistku, kieruje również strukturami partyjnymi w Jabłonkowie. Bez powodzenia ubiegał się o mandat poselski z listy socjaldemokracji w wyborach w 2010. W wyborach senackich w 2010 pokonał w II turze Stanisława Czudka i został senatorem w okręgu nr 73 Frýdek-Místek.
Żonaty, ma dwoje dzieci.